# Skuggornas Mästare
Skuggornas mästare är ett rollspel som skapades av Gunilla Jonsson och Michael Petersén och gavs ut av Ragnarök speldesign 1988. 
Skuggornas mästare är ett modernt agentspel. Man kunde spela agent, ninja eller brottsbekämpare med en lättsam ton snarare än gravallvar. Inspirationen bakom spelet var B-actionfilmer, lätt skrattretande thriller- och agentserier och liknande. I spelet finns agentprylar, utomjordingar, slemma skurkar och mycket mer eller mindre osannolikt.
Mylingspel gav ut en utgåva för att fira 25-årsjubileet 2013. Världen i jubileumsutgåvan byggdes ut ytterligare. Utgåvan finansierades genom gräsrotsfinansiering via FundedByMe.

## Utgivna produkter
Följande produkter är utgivet till Skuggornas mästare, samtliga av MylingSpel.

### Skuggornas gömmor
En kampanjbok med nya regler, bakgrunder, karriärval, vapen och nya platser. Tryckt formatet crown quarto i 32 sidor. Skuggornas gömmor var en bonus till de som hjälpte till med finansieringen av supplementen till Skuggornas mästare.

### Skuggornas väsen
En kampanjbok som innehåller 75 olika väsen och varelser till Skuggornas Mästare samt ett kort äventyr. Boken är tryckt i formatet crown quarto på 156 sidor. 

### Stuntkortlek
Ett spelhjälpmedel till för att underlätta användandet av stunts, och samtidigt ha fler att välja mellan.